# Naoto Misawa
Naoto Misawa (japanisch 三沢 直人 Misawa Naoto; * 7. Juli 1995 in der Präfektur Saitama) ist ein japanischer Fußballspieler.

## Karriere
Misawa erlernte das Fußballspielen in den Mannschaften des Chiyoda FC und der Kamui Jr, der Schulmannschaft der Seibudai High School sowie in der Universitätsmannschaft der Senshū-Universität. Seinen ersten Vertrag unterschrieb er 2018 bei YSCC Yokohama. Der Verein aus Yokohama spielte in der dritten japanischen Liga, der J3 League. Für den Verein absolvierte er 25 Drittligaspiele. 2019 wechselte er in die Präfektur Tottori zum Ligakonkurrenten Gainare Tottori. Für Tottori stand er 61-mal in der dritten Liga auf dem Spielfeld. Im Januar 2021 wechselte er in die zweite Liga zu Kyōto Sanga. Mit dem Verein aus Kyōto feierte er Ende 2021 die Vizemeisterschaft und den Aufstieg in die erste Liga. Nach insgesamt 46 Ligaspielen wechselte er im Januar 2024 zum Zweitligisten Ventforet Kofu. Nach einer Spielzeit, in der er 18 Ligaspiele bestritt, wechselte er im Januar 2025 zum ebenfalls in der zweiten Liga spielenden Renofa Yamaguchi FC.

## Erfolge
Kyoto Sanga FC
- Japanischer Zweitligavizemeister: 2021  ▲